# Neoscotolemon
Genre
Neoscotolemon est un genre d'opilions laniatores à l'appartenance familiale incertaine.

## Distribution
Les espèces de ce genre sont endémiques des Grandes Antilles et Floride en  États-Unis,.

## Liste des espèces
Selon World Catalogue of Opiliones (10/01/2025) :
- Neoscotolemon armasi Pérez-González, Mamani & Proud, 2025
- Neoscotolemon bolivari (Goodnight & Goodnight, 1945)
- Neoscotolemon cotilla (Goodnight & Goodnight, 1945)
- Neoscotolemon pictipes (Banks, 1908)
- Neoscotolemon spinifer (Packard, 1888)
- Neoscotolemon tancahensis (Goodnight & Goodnight, 1951)
- Neoscotolemon vojtechi (Šilhavý, 1979)

(Neoscotolemon luzi = Metapellobunus lutzi)

## Publication originale
- Roewer, 1912 : « Die Familien der Assamiiden und Phalangodiden der Opiliones-Laniatores. (= Assamiden, Dampetriden, Phalangodiden, Epedaniden, Biantiden, Zalmoxiden, Samoiden, Palpipediden anderer Autoren). » Archiv für Naturgeschichte, sér. A, vol. 78, no 3, p. 1–242 (texte intégral).